# Erwitzen

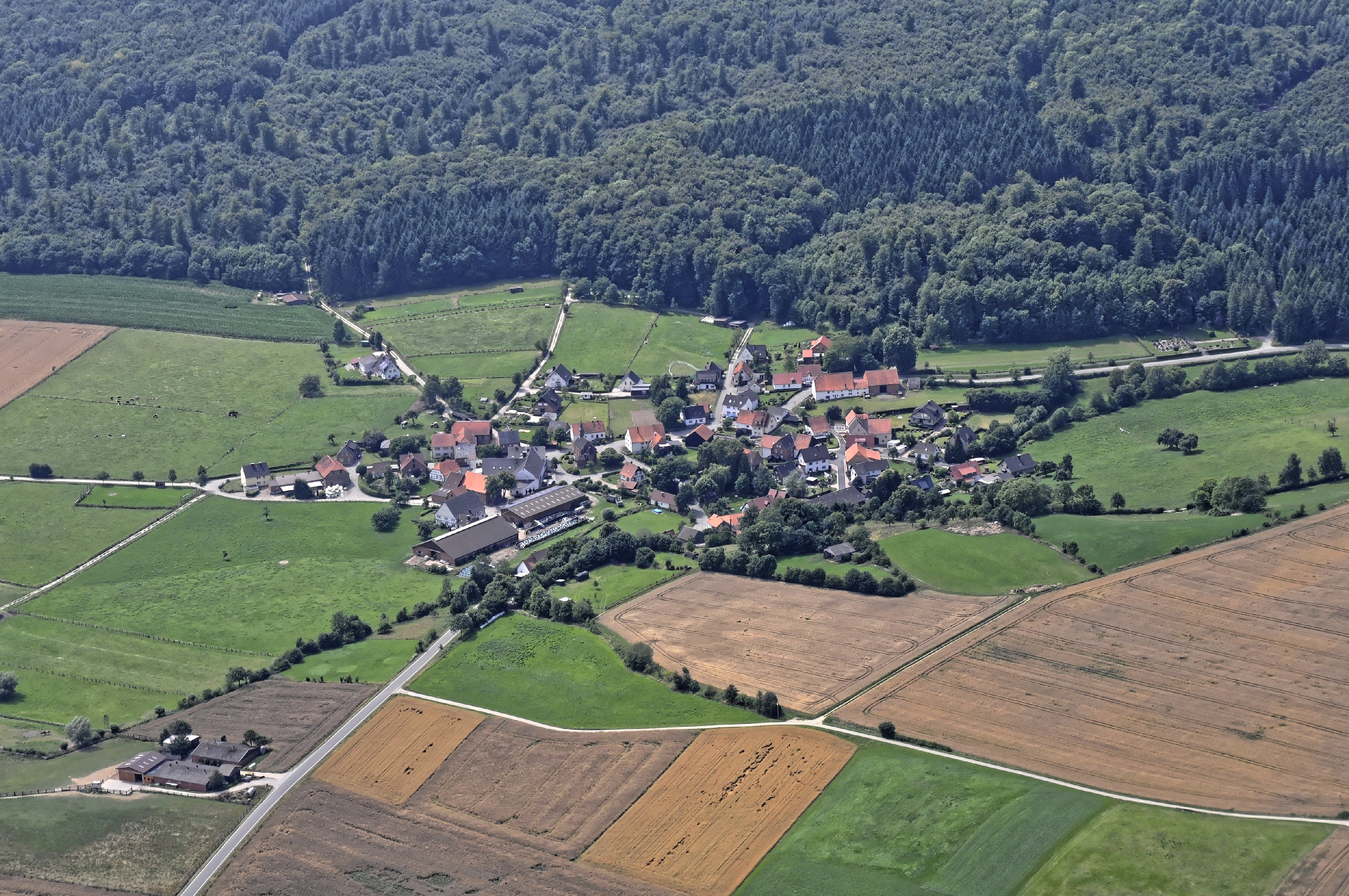
Erwitzen von oben

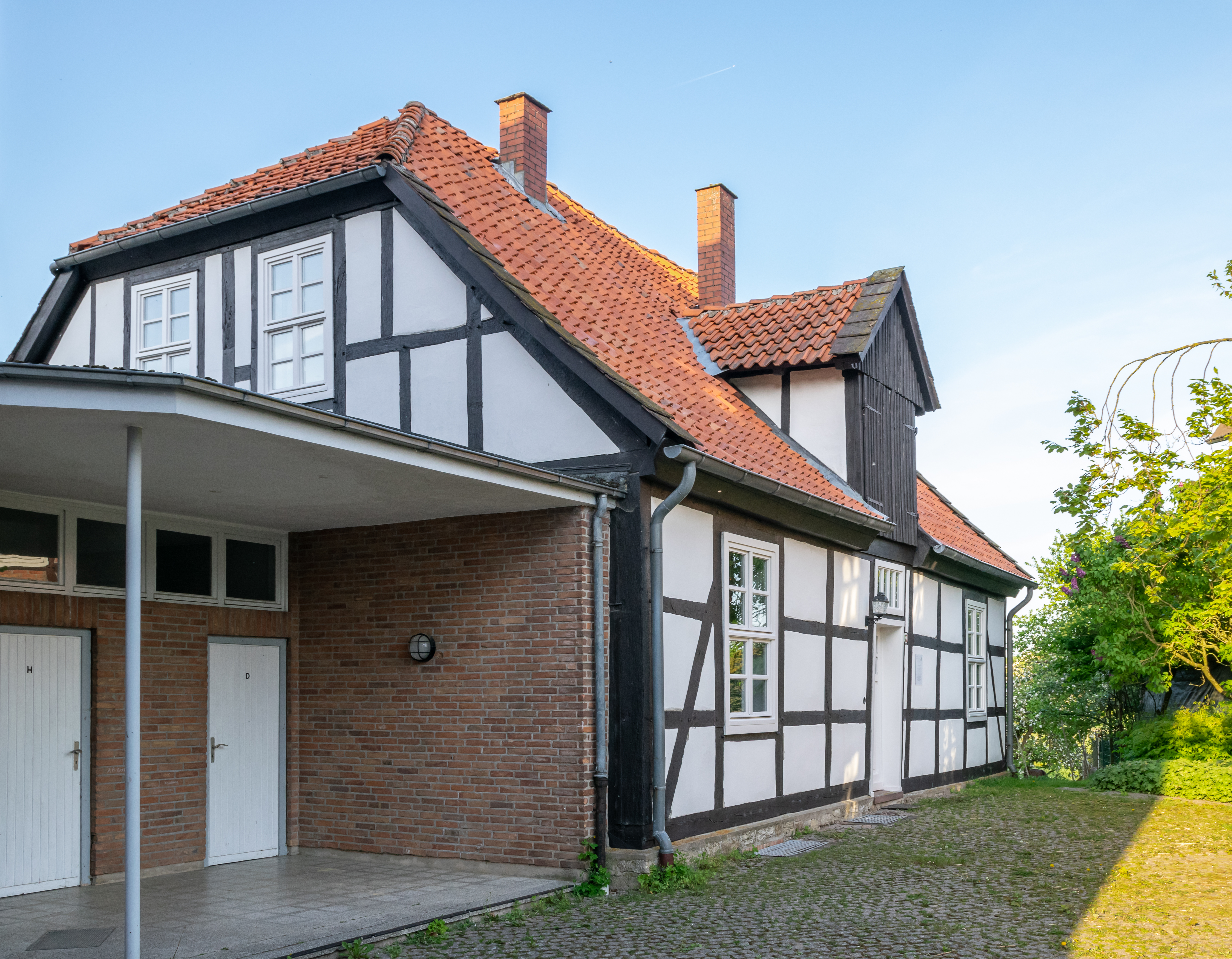
Geburtshaus Peter Hille

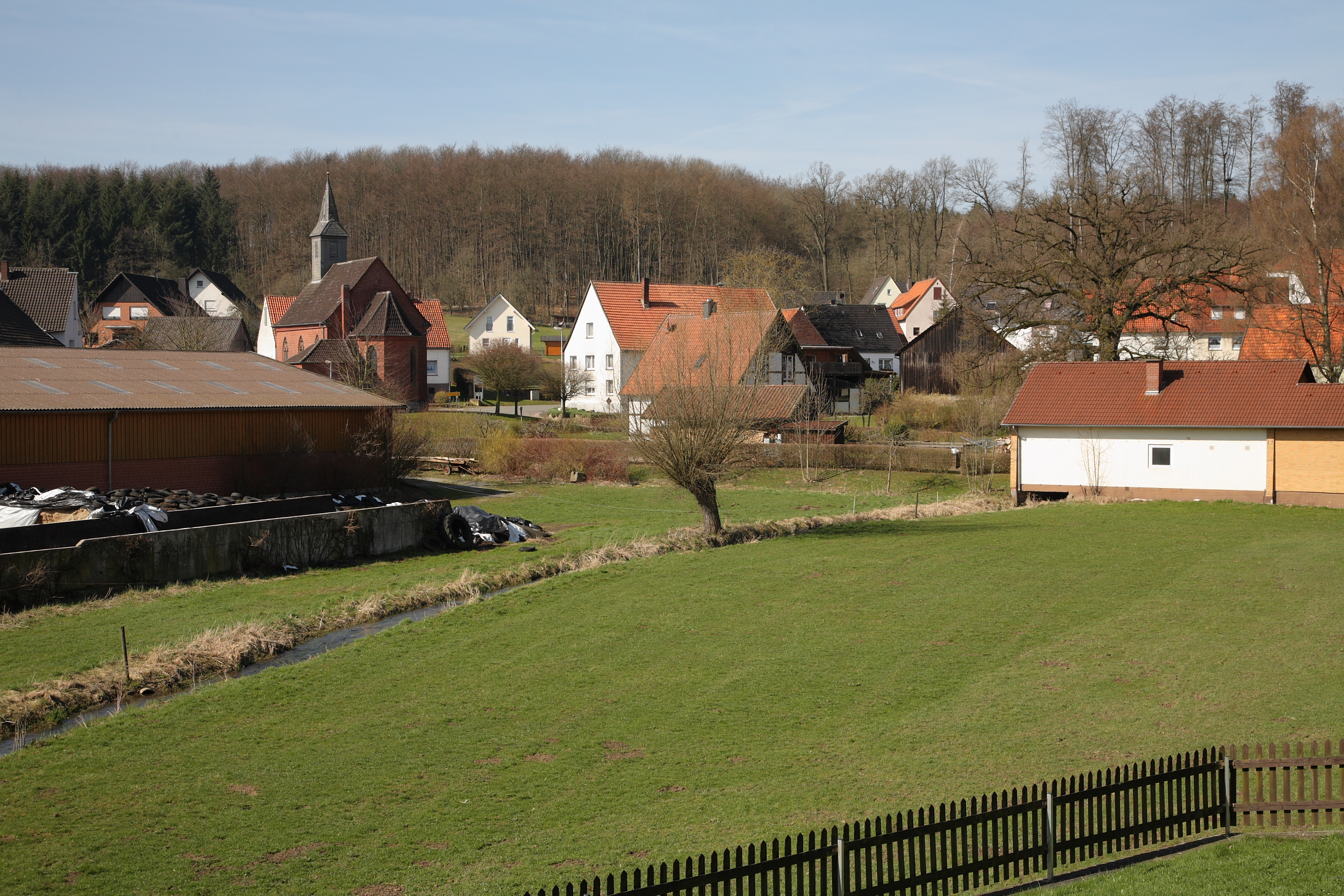
Kapelle Sankt Agatha und die Ortsmitte

Erwitzen ist einer von zehn Stadtteilen der Stadt Nieheim und südlichster Stadtteil der ostwestfälischen Stadt in Nordrhein-Westfalen, Deutschland. Die Stadt gehört zum Kreis Höxter. 
An Erwitzen grenzen im Uhrzeigersinn von Norden aus gesehen die Nieheimer Stadtteile Nieheim (Kernstadt) und Holzhausen, der Brakeler Stadtteil Hinnenburg und der Bad Driburger Stadtteil Pömbsen. 
Der Ort ist vom Wald halb eingeschlossen.

## Geschichte
Erwitzen fand in der ersten Hälfte des 13. Jahrhunderts des Öfteren Erwähnung ala Eremwordessen, Ermwordessen, Ernwordessen, Erwersen sowie Erworsen in Verbindung mit dem Stammsitz des Rittergeschlechts von Ermwordessen, welches am Ende des 15. Jahrhunderts ausstarb. Der Besitz kam nach der Säkularisation um 1820 mit dem Bosenhof in Pömbsen in den Besitz der Familie derer von der Borch in Holzhausen.
Erwitzen hatte schon im 13. Jahrhundert eine Kapelle und gehörte zur Pfarrei in Pömbsen. In einem Verzeichnis aus dem 15. Jahrhundert wird die Pfarrei Erwitzen unter dem Archidiakonat Steinheim ausgewiesen; wann es wieder nach Pömbsen eingepfarrt wurde, ist heute unbekannt. Der Ort gehörte bis zu den Napoleonischen Kriegen zur Richterei Nieheim im Hochstift Paderborn. Im Königreich Westphalen bildete Erwitzen von 1807 bis 1813 eine Gemeinde im Kanton Nieheim des Distrikts Höxter im Departement der Fulda und fiel dann an Preußen. 1816 kam die Gemeinde zum neuen Kreis Brakel, der 1832 im Kreis Höxter aufging. Im Kreis Höxter gehörte Erwitzen zum Amt Nieheim, das bis in die 1930er Jahre mit dem Amt Steinheim das Doppelamt Nieheim-Steinheim bildete.
Am 1. Januar 1970 wurde Erwitzen durch das Gesetz zur Neugliederung des Kreises Höxter vom 2. Dezember 1969 mit der damaligen Stadt Nieheim und den übrigen Gemeinden des Amtes Nieheim zur neuen Stadt Nieheim zusammengeschlossen. Rechtsnachfolgerin der Gemeinde Erwitzen und des aufgelösten Amtes Nieheim ist die neue Stadt Nieheim.

## Einwohnerentwicklung
Am 31. Dezember 1967 beträgt die Einwohnerzahl von Erwitzen 192. 
Heute (Stand 31. Dezember 2020) hat Erwitzen 117 Einwohner.

## Religion
Die Mehrheit der Bevölkerung Erwitzens ist wie im gesamten Gebiet des ehemaligen Hochstifts Paderborn katholisch und gehört innerhalb der Pfarrgemeinde Sankt Johannes Baptist Holzhausen zur Kapellengemeinde Sankt Agatha Erwitzen. Die katholischen Gemeinden Nieheims bilden gemeinsam den Pastoralverbund „Nieheimer Land“ im Erzbistum Paderborn, der bis zum 30. Juni 2006 zum Dekanat Brakel-Steinheim der Seelsorgeregion Hochstift gehört. Seit dem 1. Juli 2006 – mit der Auflösung der Seelsorgeregionen und Zusammenfassung der Dekanate zu größeren Einheiten im Erzbistum – sind diese Gemeinden Teil des neugeschaffenen Dekanats Höxter.
Da die Pfarrgemeinde selbst keinen eigenen Pfarrer mehr hat, wird sie seelsorglich von der Pfarrei Sankt Nikolaus Nieheim betreut. Seitdem im Herbst des Jahres 2001 die Vikarsstelle der Pfarrgemeinde Nieheim gestrichen wurde, kann in der Kapellengemeinde Erwitzen sonntags kein Gottesdienst mehr gefeiert werden.
Für die evangelischen Christen gibt es die evangelische Kirchengemeinde Marienmünster-Nieheim im Kirchenkreis Paderborn der Evangelischen Kirche von Westfalen. Gotteshaus ist die neugotische Kreuzkirche in Nieheim.

## Kultur und Sehenswürdigkeiten
Den Mittelpunkt des Ortes bildet die auf einem kleinen Hügel errichtete Kapelle Sankt Agatha. Nach Zerstörung des bisherigen Gotteshauses im Dreißigjährigen Krieg konnte die Bevölkerung erst Ende des 19. Jahrhunderts Geld für ein neues Gotteshaus sammeln, das dann 1901/1902 erbaut wurde.
Bedeutendster Sohn des Ortes ist der am 11. September 1854 geborene Dichter Peter Hille, in dessen Geburtshaus die Peter-Hille-Gesellschaft ihren Sitz hat. Das Hille-Haus ist als „Literarische Gedenk- und Begegnungsstätte“ eingerichtet.